# Malauzat
Malauzat är en kommun i departementet Puy-de-Dôme i regionen Auvergne-Rhône-Alpes i centrala Frankrike. Kommunen ligger i kantonen Riom-Ouest som tillhör arrondissementet Riom. År 2022 hade Malauzat 1 160 invånare.

## Befolkningsutveckling
Antalet invånare i kommunen Malauzat
| Referens: INSEE |